# العلاقات الأوغندية الكيريباتية
العلاقات الأوغندية الكيريباتية هي العلاقات الثنائية التي تجمع بين أوغندا وكيريباتي.

## مقارنة بين البلدين
هذه مقارنة عامة ومرجعية للدولتين:
| وجه المقارنة                                              | أوغندا                        | كيريباتي                        |
| --------------------------------------------------------- | ----------------------------- | ------------------------------- |
| المساحة (كم2)                                             | 241.04 ألف                    | 811                             |
| عدد السكان (نسمة)                                         | 42.86 مليون                   | 116.40 ألف                      |
| الكثافة السكانية (ن./كم²)                                 | 177.81                        | 14.35 ألف                       |
| العاصمة                                                   | كامبالا                       | جنوب تاراوا                     |
| اللغة الرسمية                                             | لغة إنجليزية، اللغة السواحلية | لغة إنجليزية، اللغة الكيريباتية |
| العملة                                                    | شيلينغ أوغندي                 | دولار كريباتي، دولار أسترالي    |
| الناتج المحلي الإجمالي (بليون دولار)                      | 25.89 مليار                   | 196.15 مليون                    |
| الناتج المحلي الإجمالي (تعادل القوة الشرائية) بليون دولار | 72.25 مليار                   | 224.26 مليون                    |
| الناتج المحلي الإجمالي الاسمي للفرد دولار أمريكي          | 705                           | 1.42 ألف                        |
| الناتج المحلي الإجمالي للفرد دولار أمريكي                 | 1.77 ألف                      | 1.81 ألف                        |
| مؤشر التنمية البشرية                                      | 0.483                         | 0.590                           |
| رمز المكالمات الدولي                                      | +256                          | +686                            |
| رمز الإنترنت                                              | .ug                           | .ki                             |
| المنطقة الزمنية                                           | ت ع م+03:00                   |                                 |

## منظمات دولية مشتركة
يشترك البلدان في عضوية مجموعة من المنظمات الدولية، منها:
| علم المنظمة | اسم المنظمة                                 | تاريخ انضمام أوغندا | تاريخ انضمام كيريباتي |
| ----------- | ------------------------------------------- | ------------------- | --------------------- |
|             | مؤسسة التنمية الدولية                       | 27 سبتمبر 1963      | 2 أكتوبر 1986         |
|             | يونسكو                                      | 9 نوفمبر 1962       | 24 أكتوبر 1989        |
|             | الأمم المتحدة                               | 25 أكتوبر 1962      | 14 سبتمبر 1999        |
|             | مجموعة دول أفريقيا والكاريبي والمحيط الهادئ | ?                   | ?                     |
|             | دول الكومنولث                               | ?                   | ?                     |
|             | الاتحاد البريدي العالمي                     | ?                   | ?                     |
|             | البنك الدولي للإنشاء والتعمير               | 27 سبتمبر 1963      | 29 سبتمبر 1986        |
|             | الاتحاد الدولي للاتصالات                    | 8 مارس 1963         | 3 نوفمبر 1986         |
|             | منظمة حظر الأسلحة الكيميائية                | ?                   | ?                     |
|             | مؤسسة التمويل الدولية                       | 27 سبتمبر 1963      | 2 أكتوبر 1986         |

## وصلات خارجية
- موقع وزارة الخارجية الأوغندية